# Natação nos Jogos Olímpicos de Verão de 2024 - 100 m borboleta feminino
A prova dos 100 m borboleta feminino da natação nos Jogos Olímpicos de Verão de 2024 ocorreu em 27 e 28 de julho de 2024 na Paris La Défense Arena, em Paris. Um total de 32 nadadoras de 26 Comitês Olímpicos Nacionais (CON) participaram do evento.

## Qualificação
Cada Comitê Olímpico Nacional (CON) poderia inscrever no máximo duas nadadoras qualificadas em cada evento individual, mas somente se ambas atingissem o "tempo de qualificação olímpica" (OQT). Uma nadadora por evento poderia potencialmente entrar se atingisse o "tempo de consideração olímpica" (OCT), ou se a cota total de 852 competidores não tivesse sido atingida. Os CONs também poderiam inscrever nadadores independentemente do tempo através das vagas de universalidade, mesmo que não tenham atingindo nenhum dos tempos de inscrição padrão (OQT/OCT).
Após o fim da janela de qualificação, a World Aquatics avaliou o número de nadadores que alcançaram o OQT, o número de nadadores somente para as provas de revezamento e o número de vagas de universalidade, antes de convidar aqueles com OCT para cumprir a cota total de 852. Além disso, as vagas no OCT foram distribuídas por evento de acordo com as posições no ranking mundial durante o prazo de qualificação. Para os 100 m borboleta feminino, o OQT foi de 57s92 e o OCT de 58s21.

## Formato
A competição consiste em três rodadas: preliminares, semifinais e final. As nadadoras com os 16 melhores tempos nas baterias preliminares avançam às semifinais. Já as nadadoras com os 8 melhores tempos nas semifinais avançam à final. Desempates (swim-offs) são utilizados conforme necessário para quebrar os empates de avanço à próxima rodada.

## Calendário
Horário local (UTC+2)
| Data                | Horário | Fase         |
| ------------------- | ------- | ------------ |
| 27 de julho de 2024 | 10:00   | Preliminares |
| 27 de julho de 2024 | 19:35   | Semifinais   |
| 28 de julho de 2024 | 17:30   | Final        |

## Medalhistas
| Ouro   | USA Torri Huske    |
| Prata  | USA Gretchen Walsh |
| Bronze | CHN Zhang Yufei    |

## Recordes
Antes desta competição, os recordes mundiais e olímpicos da prova eram os seguintes:
| Tipo | Atleta         | Tempo | Local          | Data                |
| ---- | -------------- | ----- | -------------- | ------------------- |
|      | Gretchen Walsh | 55.18 | Indianápolis   | 15 de junho de 2024 |
|      | Sarah Sjöström | 55.48 | Rio de Janeiro | 7 de agosto de 2016 |

## Resultados

### Preliminares
As nadadoras com os 16 melhores tempos, independente da bateria, avançam às semifinais.
| Pos. | Bateria | Raia | Nadadora              | CON                      | Tempo   | Notas |
| ---- | ------- | ---- | --------------------- | ------------------------ | ------- | ----- |
| 1    | 2       | 4    | Zhang Yufei           | CHN China                | 56.50   | Q     |
| 2    | 4       | 3    | Mizuki Hirai          | JPN Japão                | 56.71   | Q     |
| 3    | 3       | 4    | Torri Huske           | USA Estados Unidos       | 56.72   | Q     |
| 4    | 4       | 4    | Gretchen Walsh        | USA Estados Unidos       | 56.75   | Q     |
| 5    | 2       | 5    | Emma McKeon           | AUS Austrália            | 56.79   | Q     |
| 6    | 4       | 5    | Angelina Köhler       | GER Alemanha             | 56.90   | Q     |
| 7    | 3       | 5    | Maggie Mac Neil       | CAN Canadá               | 57.00   | Q     |
| 8    | 3       | 6    | Alexandria Perkins    | AUS Austrália            | 57.46   | Q     |
| 9    | 4       | 1    | Barbora Seemanová     | CZE Chéquia              | 57.50   | Q,    |
| 10   | 2       | 6    | Marie Wattel          | FRA França               | 57.54   | Q     |
| 10   | 4       | 7    | Roos Vanotterdijk     | BEL Bélgica              | 57.54   | Q     |
| 12   | 3       | 3    | Louise Hansson        | SWE Suécia               | 57.57   | Q     |
| 13   | 4       | 2    | Erin Gallagher        | RSA África do Sul        | 57.80   | Q     |
| 14   | 4       | 6    | Rikako Ikee           | JPN Japão                | 57.82   | Q     |
| 15   | 3       | 2    | Tessa Giele           | NED Países Baixos        | 57.89   | Q     |
| 16   | 3       | 8    | Keanna Macinnes       | GBR Grã-Bretanha         | 57.90   | Q     |
| 17   | 2       | 3    | Lana Pudar            | BIH Bósnia e Herzegovina | 57.97   |       |
| 18   | 2       | 2    | Hazel Ouwehand        | NZL Nova Zelândia        | 58.03   |       |
| 19   | 3       | 7    | Anna Ntountounaki     | GRE Grécia               | 58.14   |       |
| 20   | 1       | 4    | Helena Rosendahl Bach | DEN Dinamarca            | 58.45   |       |
| 21   | 3       | 1    | Costanza Cocconcelli  | ITA Itália               | 58.66   |       |
| 22   | 2       | 8    | Ellen Walshe          | IRL Irlanda              | 58.70   |       |
| 23   | 2       | 7    | Georgia Damasioti     | GRE Grécia               | 58.72   |       |
| 24   | 4       | 8    | Rebecca Smith         | CAN Canadá               | 58.85   |       |
| 25   | 1       | 5    | Laura Cabanes         | ESP Espanha              | 59.40   |       |
| 26   | 1       | 6    | Varsenik Manucharyan  | ARM Armênia              | 1:01.24 |       |
| 27   | 1       | 2    | Oumy Diop             | SEN Senegal              | 1:02.24 |       |
| 28   | 1       | 1    | Ana Nizharadze        | GEO Geórgia              | 1:02.85 |       |
| 29   | 1       | 3    | Luana Alonso          | PAR Paraguai             | 1:03.09 |       |
| 30   | 1       | 7    | María Schutzmeier     | NCA Nicarágua            | 1:03.18 |       |
| 31   | 1       | 8    | Hayley Hoy            | SWZ Essuatíni            | 1:08.36 |       |
| 33   | 2       | 1    | Viola Scotto Di Carlo | ITA Itália               | DSQ     |       |

### Semifinais
As nadadoras com os oito melhores tempos, independente da bateria, avançam à final.
| Pos. | Bateria | Raia | Nadadora           | CON                | Tempo | Notas            |
| ---- | ------- | ---- | ------------------ | ------------------ | ----- | ---------------- |
| 1    | 1       | 5    | Gretchen Walsh     | USA Estados Unidos | 55.38 | Q,               |
| 2    | 2       | 5    | Torri Huske        | USA Estados Unidos | 56.00 | Q                |
| 3    | 2       | 4    | Zhang Yufei        | CHN China          | 56.15 | Q                |
| 4    | 1       | 3    | Angelina Köhler    | GER Alemanha       | 56.55 | Q                |
| 4    | 2       | 6    | Maggie Mac Neil    | CAN Canadá         | 56.55 | Q                |
| 6    | 2       | 3    | Emma McKeon        | AUS Austrália      | 56.74 | Q                |
| 7    | 1       | 4    | Mizuki Hirai       | JPN Japão          | 56.80 | Q                |
| 8    | 1       | 7    | Louise Hansson     | SWE Suécia         | 56.93 | Q                |
| 9    | 1       | 2    | Marie Wattel       | FRA França         | 57.24 |                  |
| 10   | 2       | 7    | Roos Vanotterdijk  | BEL Bélgica        | 57.25 | Recorde nacional |
| 11   | 2       | 2    | Barbora Seemanová  | CZE Chéquia        | 57.64 |                  |
| 12   | 1       | 1    | Rikako Ikee        | JPN Japão          | 57.79 |                  |
| 13   | 1       | 6    | Alexandria Perkins | AUS Austrália      | 57.84 |                  |
| 14   | 2       | 1    | Erin Gallagher     | RSA África do Sul  | 57.90 |                  |
| 15   | 2       | 8    | Tessa Giele        | NED Países Baixos  | 57.91 |                  |
| 16   | 1       | 8    | Keanna Macinnes    | GBR Grã-Bretanha   | 58.11 |                  |

### Final
As três nadadoras mais rápidas na final conquistam as medalhas.
| Pos.              | Raia | Nadadora        | CON                | Tempo | Notas |
| ----------------- | ---- | --------------- | ------------------ | ----- | ----- |
| Medalha de ouro   | 5    | Torri Huske     | USA Estados Unidos | 55.59 |       |
| Medalha de prata  | 4    | Gretchen Walsh  | USA Estados Unidos | 55.63 |       |
| Medalha de bronze | 3    | Zhang Yufei     | CHN China          | 56.21 |       |
| 4                 | 6    | Angelina Köhler | GER Alemanha       | 56.42 |       |
| 5                 | 2    | Maggie Mac Neil | CAN Canadá         | 56.44 |       |
| 6                 | 7    | Emma McKeon     | AUS Austrália      | 56.93 |       |
| 7                 | 1    | Mizuki Hirai    | JPN Japão          | 57.19 |       |
| 8                 | 8    | Louise Hansson  | SWE Suécia         | 57.34 |       |

Legenda
| Recorde mundial      | Recorde mundial (World record)               |                       | Recorde africano                      | Recorde africano (African) |                                           | Q | Classificado por posição (Qualified) |
| Recorde olímpico     | Recorde olímpico (Olympic record)            | Recorde da América    | Recorde da América (Americas)         | q                          | Classificado por melhor tempo (Qualified) |   |                                      |
| Melhor marca do ano  | Melhor marca do ano (World leading)          | Recorde asiático      | Recorde asiático (Asian)              | DNS                        | Não largou (Did not start)                |   |                                      |
| Recorde nacional     | Recorde nacional (National record)           | Recorde europeu       | Recorde europeu (European)            | DNF                        | Não terminou (Did not finish)             |   |                                      |
| Recorde pessoal      | Recorde pessoal do atleta (Personal best)    | Recorde da Oceania    | Recorde da Oceania (Oceania)          | DSQ / DQ                   | Desclassificado (Disqualified)            |   |                                      |
| Recorde da temporada | Recorde da temporada do atleta (Season best) | Recorde sul-americano | Recorde sul-americano (South America) | NM                         | Sem marca (No mark)                       |   |                                      |